# Forisom
Forisome (von lat. foris = „Türflügel“ und griech. soma = „Körper“) sind Proteinkomplexe aus den Siebelementen von Schmetterlingsblütlern. Bei Verwundung des Phloems erfahren sie eine Konformationsänderung, die zum Verschluss der betroffenen Siebröhren im Phloem führt.
Forisome stellen eine für die Unterfamilie der Faboideae spezifische Klasse der P-Proteine dar. Sie bestehen aus mehreren Untereinheiten, den sogenannten Forisometten, die wiederum aus mehreren Proteinen zusammengesetzt sind. In ausdifferenzierten Siebelementen liegen Forisome als langgestreckter Komplex von ca. 30 µm Länge vor. Durch Erhöhung der zellulären Ca2+-Konzentration oder des pH-Werts, wie sie bei einer Verletzung der Leitbündel auftreten, erfolgt eine Konformationsänderung der normalerweise kristallinen zu einer dispergierten Form, die innerhalb von Sekunden die Siebplatten vollständig verschließen und so einen Verlust der im Phloem transportierten Assimilate verhindern kann. Die Konformationsänderung ist reversibel und benötigt kein Vorhandensein des zellulären Energiespeichers Adenosintriphosphat. Auch sprunghafte Änderungen des osmotischen Werts oder die Anwesenheit von Detergenzien lösen die Konformationsänderung aus.